# Alfa de la Sageta
Alfa de la Sageta (α Sagittae) és un estel de la constel·lació de la Sageta. És una brillant gegant groga de magnitud aparent +4,37 i tipus espectral G1II situada a uns 475 anys llum de la Terra. Té una lluminositat 340 vegades la del Sol amb una temperatura de superfície de 5.400 kèlvins. El radi de l'estrella és uns 20 cops el del Sol, mentre que té quatre cops la massa solar.